# Lav Diaz
Lav Diaz, właściwie Lavrente Indico Diaz (ur. 30 grudnia 1958 w Datu Paglas) – filipiński reżyser, scenarzysta, montażysta, operator, aktor i producent filmowy.

## Styl filmowy
Tworzy autorskie, niezależne kino artystyczne. Mistrz slow cinema, kina obserwacyjnego i minimalistycznego, pełnego długich, często niemal statycznych ujęć. 
Jego filmy poruszają istotne tematy społeczne i polityczne współczesnych Filipin. Wczesna twórczość reżysera wpisywała się w ogólne trendy tamtejszej kinematografii. Filmy powstałe w późniejszym okresie to monumentalne, wielogodzinne freski filmowe (czas ich trwania waha się między 400 a 500 min.).
Zdobywca nagród na wielu międzynarodowych festiwalach filmowych. Film Z tego, co było, po tym, co było (2014) otrzymał Złotego Lamparta na MFF w Locarno. Kołysankę do bolesnej tajemnicy (2016) wyróżniono Nagrodą im. Alfreda Bauera za innowacyjność na 66. MFF w Berlinie. Za Kobietę, która odeszła (2016) Diaz zdobył Złotego Lwa na 73. MFF w Wenecji. Najnowszy film reżysera, Sezon diabła (2018), zaprezentowano w konkursie głównym na 68. Berlinale.

## Wybrana filmografia
- 1998: Serafin Geronimo: Ang kriminal ng Baryo Concepcion
- 2007: Kagadanan sa banwaan ning mga engkanto
- 2008: Melancholia
- 2013: Norte, koniec historii (Norte, hangganan ng kasaysayan)
- 2014: Z tego, co było, po tym, co było (Mula sa kung ano ang noon)
- 2016: Kołysanka do bolesnej tajemnicy (Hele sa hiwagang hapis)
- 2016: Kobieta, która odeszła (Ang babaeng humayo)
- 2018: Sezon diabła (Ang panahon ng halimaw)